# Grubeosyllis longiarticulata
Grubeosyllis longiarticulata är en ringmaskart som beskrevs av Nogueira, San Martin och Ayrton Amaral 200. Grubeosyllis longiarticulata ingår i släktet Grubeosyllis och familjen Syllidae. Inga underarter finns listade i Catalogue of Life.